# Ottokar Schubert
Ottokar Schubert, též Ottakar Schubert (22. října 1867 Horšovský Týn – 4. června 1945 Štítary), byl československý politik německé národnosti a meziválečný poslanec Národního shromáždění.

## Biografie
Poté, co absolvoval gymnázium, odešel na učitelský ústav do Prahy. V Mnichově potom také studoval veterinární lékařství. Od roku 1894 žil s rodinou ve Štítarech. Zde byl ředitelem měšťanské školy. Kromě učitelské profese se věnoval chovu ryb. Napsal četná díla o historii regionu.
Působil jako člen výboru německé sekce zemské zemědělské rady. V letech 1919–1920 byl členem zemského vedení BdL (Bund der Landwirte, česky: Německý svaz zemědělců) v Čechách. Funkci složil po svém zvolení do parlamentu. V parlamentních volbách v roce 1920 získal za Německý svaz zemědělců poslanecké křeslo v Národním shromáždění. Mandát za ně obhájil v parlamentních volbách v roce 1925.
Podle údajů k roku 1925 byl profesí ředitelem školy ve Štítarech. Uvádí se tehdy i jako člen výboru zemědělské rady a expert na rybářství při zemědělské radě. Byl členem Melioračního svazu.